# Ermentrude di Roucy
Ermentrude di Roucy (Reims, 958 – Mâcon, 5 maggio 1004 circa) fu contessa consorte di Mâcon, dal 970 circa al 982, contessa di Borgogna e contessa di Mâcon, dal 982, poi anche duchessa di Borgogna, dal 1002 alla sua morte.

## Origine
Ermentrude era figlia di Rinaldo di Roucy e di Alberada di Lotaringia, figlia di Gilberto di Lotaringia e di Gerberga di Sassonia.
Ermentrude era quindi nipote del re di Francia, Lotario.

## Biografia
Ermentrude, in prime nozze, tra il 966 e il gennaio 971, aveva sposato, divenendo contessa consorte di Mâcon, Alberico II di Mâcon.
Suo marito Alberico morì nel 982. I figli erano ancora molto giovani e Ermetrude si risposò con il conte di Borgogna e futuro duca di Borgogna, Ottone Guglielmo, il quale, per diritto di matrimonio, succedette ad Alberico come conte di Mâcon.
Non si conosce l'anno esatto della morte di Ermetrude; avvenne prima del 1004, in quanto in quell'anno Ottone Guglielmo si trovava a Digione, dove fece una donazione assieme al figlio Rinaldo, in suffragio delle anime del patrigno Enrico e della madre Gerberga, del figlio primogenito Guido e della moglie Ermetrude.

## Figli
Ermentrude ad Alberico diede almeno tre figli:
- Letaldo, arcivescovo di Besançon;
- Alberico, abate di Saint-Paul di Besançon;
- Beatrice di Mâcon (974-1030), sposata nel 975 con Goffredo I di Gâtinais, poi con Ugo di Perche;
- Forse una figlia, che potrebbe aver sposato Eble di Poitiers, figlio di Guglielmo IV d'Aquitania e di Emma di Blois; fu madre di Ebles I di Roucy[6].

Ermentrude ad Ottone Guglielmo diede cinque figli:
- Guido I di Mâcon (982-1004)[8];
- Matilde di Borgogna (? -1005), sposata nel 995 con Landry di Nevers;
- Gerberga di Borgogna (985-1020/23), moglie intorno al 1002 di Guglielmo II di Provenza[9];
- Rinaldo I di Borgogna (986-1057), succedette al padre nel titolo di conte di Borgogna;
- Agnese di Borgogna (990/95-1068), duchessa d'Aquitania, avendo sposato, nel 1019 il duca Guglielmo V di Aquitania, poi contessa d'Angiò, avendo sposato in seconde nozze, nel 1031, Goffredo II d'Angiò.

## Ascendenza
|                        |                         |                       | Genitori                |  |  | Nonni |  |  | Bisnonni |  |  | Trisnonni |  |
|                        |                         |                       |                         |  |  |       |  |  | …        |  |  | …         |  |
|                        |                         |                       |                         |  |  |       |  |  | …        |  |  | …         |  |
|                        |                         | …                     |                         |  |  |       |  |  | …        |  |  |           |  |
| …                      |                         |                       |                         |  |  |       |  |  | …        |  |  |           |  |
|                        |                         | …                     | …                       |  |  |       |  |  |          |  |  |           |  |
|                        |                         | …                     | …                       |  |  |       |  |  |          |  |  |           |  |
|                        |                         | …                     | …                       |  |  |       |  |  |          |  |  |           |  |
| Rinaldo di Roucy       |                         | …                     |                         |  |  |       |  |  |          |  |  |           |  |
|                        |                         | …                     | …                       |  |  |       |  |  |          |  |  |           |  |
|                        |                         | …                     | …                       |  |  |       |  |  |          |  |  |           |  |
|                        |                         | …                     | …                       |  |  |       |  |  |          |  |  |           |  |
| …                      |                         | …                     |                         |  |  |       |  |  |          |  |  |           |  |
|                        |                         | …                     | …                       |  |  |       |  |  |          |  |  |           |  |
|                        |                         | …                     | …                       |  |  |       |  |  |          |  |  |           |  |
|                        |                         | …                     | …                       |  |  |       |  |  |          |  |  |           |  |
| Ermentrude di Roucy    |                         | …                     |                         |  |  |       |  |  |          |  |  |           |  |
|                        | Reginardo di Lotaringia | Giselberto di Maasgau |                         |  |  |       |  |  |          |  |  |           |  |
|                        | Reginardo di Lotaringia | Giselberto di Maasgau |                         |  |  |       |  |  |          |  |  |           |  |
|                        | Reginardo di Lotaringia | Ermengarda            |                         |  |  |       |  |  |          |  |  |           |  |
| Gilberto di Lotaringia | Reginardo di Lotaringia |                       |                         |  |  |       |  |  |          |  |  |           |  |
|                        |                         | Hersenda (o Alberada) | …                       |  |  |       |  |  |          |  |  |           |  |
|                        |                         | Hersenda (o Alberada) | …                       |  |  |       |  |  |          |  |  |           |  |
|                        |                         | Hersenda (o Alberada) | …                       |  |  |       |  |  |          |  |  |           |  |
| Alberada di Lotaringia |                         | Hersenda (o Alberada) |                         |  |  |       |  |  |          |  |  |           |  |
|                        |                         | Enrico I di Sassonia  | Ottone I di Sassonia    |  |  |       |  |  |          |  |  |           |  |
|                        |                         | Enrico I di Sassonia  | Ottone I di Sassonia    |  |  |       |  |  |          |  |  |           |  |
|                        |                         | Enrico I di Sassonia  | Edvige di Babenberg     |  |  |       |  |  |          |  |  |           |  |
| Gerberga di Sassonia   |                         | Enrico I di Sassonia  |                         |  |  |       |  |  |          |  |  |           |  |
|                        |                         | Matilde di Ringelheim | Teodorico di Ringelheim |  |  |       |  |  |          |  |  |           |  |
|                        |                         | Matilde di Ringelheim | Teodorico di Ringelheim |  |  |       |  |  |          |  |  |           |  |
|                        |                         | Matilde di Ringelheim | Rinilde di Frisia       |  |  |       |  |  |          |  |  |           |  |
|                        |                         | Matilde di Ringelheim |                         |  |  |       |  |  |          |  |  |           |  |